# مجزرة رواجيد
مجزرة رواجيد (بالإندونيسية: Pembantaian Rawagede) مذبحة ارتكبها جيش جزر الهند الشرقية الهولندية الملكية في 9 ديسمبر 1947 في قرية رواجيد (الآن بالونغساري في جاوة الغربية) في إندونيسيا، أثناء عملية المنتج. قاتلت قوات جيش جزر الهند الشرقية الهولندية الملكية مقاتلي الجيش الجمهوري الإندونيسي وقوات الميليشيا التي تسعى إلى استقلال إندونيسيا أو المشاركة في أنشطة إجرامية. قُتل جميع الذكور تقريبا في القرية، والذين يصل عددهم إلى 431 رجلاً وفقًا لمعظم التقديرات، على أيدي جيش جزر الهند الشرقية الهولندية، لأن سكان القرية لم يخبروهم بمكان مخبأ الاستقلال الإندونيسي لوكاس كوستاريو.
على الرغم من أن الجنرال الهولندي سيمون هندريك سبور أوصى بمحاكمة الضابط المسؤول الرائد ألفونس وينين، إلا أنه لم يتم إجراء تحقيق جنائي. ووصف تقرير صادر عن الأمم المتحدة نُشر في 12 كانون الثاني / يناير 1948 أعمال القتل بأنها «متعمدة بلا رحمة».

## التعويض والاعتذار
في 8 سبتمبر 2008 حملت 10 أرامل من ضحايا المذبحة هولندا رسمياً مسؤولية المجزرة. أجاب محامي الدولة في رسالة نشرت في 24 نوفمبر 2008 أن هولندا «تأسف بشدة» للمذبحة، لكنها تعتقد أن مدة المحاكمة قد انتهت. وقد أثار هذا بعض الانتقادات بين أعضاء الولايات العامة لهولندا، وكذلك بين الصحف الهولندية الرائدة إن آر سي هاندلسبلاد التي جادلت في مقال افتتاحي أنه لا يوجد ما يسمى قانون التقادم على جرائم الحرب.
في ديسمبر 2009 قررت الأرامل العشر رفع دعوى قضائية ضد الدولة الهولندية في المحكمة. وقررت المحكمة في 14 سبتمبر 2011 أن الجريمة نظرًا لطبيعتها الاستثنائية، لا تخضع لقانون التقادم وبالتالي فإنها تحمل الدولة الهولندية المسؤولية الكاملة عن الأضرار التي سببتها. في أعقاب مفاوضات التسوية مع الدولة الهولندية، مُنح المدعون/الأرامل من الرجال الذين أُعدموا في رواجيد 20 ألف يورو كتعويض، ووافقت الدولة علاوة على ذلك على تقديم اعتذارها الرسمي عن المذبحة.
في 9 ديسمبر 2011 صرح السفير الهولندي في إندونيسيا: «نحن نتذكر أفراد أسرتك وأفراد زملائك القرويين الذين ماتوا قبل 64 عامًا من خلال تصرفات الجيش الهولندي... نيابة عن الحكومة الهولندية، أعتذر للمأساة التي وقعت». لا يزال 9 أقارب فقط على قيد الحياة وسيحصلون على تعويض قدره 20.000 يورو (27.000 دولار) لكل منهم، ولكن لا يوجد جدول زمني لهذه المدفوعات.
تضمن حكم القاضي أيضًا أن الدولة الهولندية مسؤولة لأن عليها واجب الدفاع عن سكانها، مما يشير أيضًا إلى أن المنطقة كانت جزءًا من جزر الهند الشرقية الهولندية في تناقض مع المطالبة الإندونيسية بتاريخ 17 أغسطس 1945 كتاريخ استقلال.